# Christine Letailleur
 (septembre 2018).
Si vous disposez d'ouvrages ou d'articles de référence ou si vous connaissez des sites web de qualité traitant du thème abordé ici, merci de compléter l'article en donnant les références utiles à sa vérifiabilité et en les liant à la section « Notes et références ».
Christine Letailleur est une metteuse en scène française de théâtre.

## Biographie
Après des cours au Conservatoire d’art dramatique d’Amiens, Christine Letailleur obtient une licence de philosophie, une maîtrise de sociologie et un DEA en études théâtrales, sous la direction de Jean Jourdheuil et Robert Abirached.
En tant que comédienne, elle a joué dans des pièces mises en scène par Jacques Labarrière à l'instar de Monsieur Bonhomme et les Incendiaires de Max Frisch, Le prix Martin d’Eugène Labiche, Le Désir attrapé par la queue de Picasso ou encore La Folle Envie de Maupassant.
Christine Letailleur est surtout reconnue pour son travail d'adaptation et de mise en scène qu'elle poursuit depuis les années 90 et pour lequel, dès ses premiers travaux, elle a obtenu des prix au Festival international du théâtre universitaire.
De 1998 à 2002, elle a été permanente artistique au Théâtre Gérard-Philipe de Saint-Denis, puis artiste associée au Théâtre national de Bretagne de 2010 à 2016 : elle est aujourd'hui[Quand ?] artiste associée au Théâtre National de Strasbourg.
Elle travaille régulièrement avec Stanislas Nordey qu'elle a mis en scène à plusieurs reprises mais aussi avec des acteurs comme Valérie Lang,Vincent Perez, Dominique Blanc, Charline Grand, Philippe Cherdel, Julie Duchaussoy, Manuel Garcie-Kilian, Jonathan Genet...
Dominique Blanc a obtenu en 2016 le Molières de la comédienne dans un spectacle du théâtre public pour son rôle dans Les liaisons dangereuses mis en scène par Christine Letailleur[réf. nécessaire].

## Adaptation et mise en scène
- 2001 : Médée de Hans Henny Jahnn au Théâtre Gérard-Philipe de Saint-Denis en 2001
- 2004-2005 : Pasteur Ephraïm Magnus de Hans Henny Jahnn au Théâtre national de Bretagne
- 2005 : Le Nouvel ordre socio-affectif selon Houellebecq à la Maison de la Poésie à Paris
- 2005 : Houellebecq ou la douleur du monde à la Maison de la Poésie à Paris
- 2007 : La Philosophie dans le boudoir ou les instituteurs immoraux de Sade au Théâtre National de Bretagne
- 2008 : La Vénus à la fourrure ou les confessions d’un suprasensuel, d’après le roman de Sacher-Masoch au Théâtre National de Bretagne et au Théâtre National de la Colline
- 2009 : Hiroshima mon amour de Marguerite Duras au Théâtre de Vidy-Lausanne[6] et au Théâtre de la Ville, au Baryschnikov Arts Center à New York, aux Festivals de Perm (Russie), de Shizuoka (Japon) et de Zagreb (Croatie)
- 2010 : Le Château de Wetterstein de Wedekind au Théâtre de Vidy-Lausanne
- 2012 : Le Banquet ou l’Éloge de l’amour de Platon, à la Passerelle – Scène nationale de Saint Brieuc
- 2013 : Phèdre d’après Yannis Ritsos au Théâtre National de Bretagne
- 2015 : Les Liaisons dangereuses[7] d’après le roman de Choderlos de Laclos[8], au Théâtre National de Bretagne et au Théâtre de la Ville[9]
- 2017 : Baal (1919) de Bertolt Brecht[10], au Théâtre national de Bretagne[11] et au Théâtre National de la Colline[12]
- 2020 : L'Éden Cinéma de Marguerite Duras, Théâtre national de Strasbourg

## Publications
- 2007 : La Philosophie dans le boudoir ou les instituteurs immoraux adaptation de Sade, éditions Les Solitaires Intempestifs
- 2008 : La Vénus à la fourrure ou les confessions d’un suprasensuel, adaptation d’après le roman de Sacher-Masoch, éditions Les Solitaires Intempestifs
- 2015 : Les liaisons dangereuses, adaptation d'après Choderlos de Laclos, éditions Les Solitaires Intempestif

## Récompenses
- 1994 : Premier prix du jury professionnel au festival International de théâtre universitaire (Amandiers de Nanterre) pour sa mise en scène de Matériau Müller
- 1996 : Premier prix du jury professionnel au festival International de théâtre universitaire (Amandiers de Nanterre) pour son adaptation et sa mise en scène de Poème brûlé d’après Velibor Čolić